# NGC 906
NGC 906 je galaksija u zviježđu Andromeda.

## Vanjske poveznice
- SEDS: NGC 906